# Sơn Phú, Giồng Trôm
Sơn Phú là một xã cũ thuộc huyện Giồng Trôm, tỉnh Bến Tre, Việt Nam.
Xã được sáp nhập vào phường An Hội vào ngày 16 tháng 6 năm 2025.

## Địa lý
Xã Sơn Phú có diện tích 14,02 km², dân số năm 1999 là 7.293 người, mật độ dân số đạt 520 người/km².

## Lịch sử
Ngày 16 tháng 6 năm 2025, Ủy ban Thường vụ Quốc hội ban hành Nghị quyết số 1687/NQ-UBTVQH15 về việc sắp xếp các đơn vị hành chính cấp xã của tỉnh Vĩnh Long năm 2025. Theo đó, sắp xếp toàn bộ diện tích tự nhiên, quy mô dân số của phường An Hội và các xã Mỹ Thạnh An, Phú Nhuận và Sơn Phú thành phường mới có tên gọi là phường An Hội.